# Carlos Ibáñez del Campo
Carlos Ibáñez del Campo (Linares, 3 de novembro de 1877 — Santiago do Chile, em 28 de abril de 1960) foi um político e militar chileno, presidente de seu país por dois mandatos (1927-1931 e 1952-1958).

## Biografia
Carlos Ibáñez del Campo era filho de Francisco Ibáñez e de María Nieves del Campo. Iniciou sua carreira militar no ano de 1896 quando ingressou na Escola Militar do Libertador Bernardo O'Higgins, em Santiago, capital do Chile. Participou duma excursão militar em El Salvador, onde chegou à patente de coronel do Exército salvadorenho. Contraiu matrimônio com a salvadorenha Rosa Quirós y Ávila com quem teve o casal de filhos Rosa e Carlos. Sua primeira esposa faleceu dez anos após o matrimônio. Depois casou-se em segundas núpcias com Graciela Letelier Velasco em 1927. Desta união nasceram quatro filhos: Ricardo, Nieves, Gloria e Margarita.
Participou dos movimentos militares de 1924 no Chile, após golpe de janeiro de 1925 é nomeado Ministro da Guerra pelo então presidente Arturo Alessandri. Foi eleito em 1927 com 98% dos votos, seu primeiro governo foi marcado por dificuldades ocasionadas pelos efeitos da crise de 1929. Esse mandato foi marcado pela impopularidade do militar, tanto que fora exilado. 
Retornou ao país em 1937, voltou à política em 1949, quando foi eleito senador com amplo apoio da Aliança Popular Libertadora chilena. Em 1952 voltou à presidência do país, apoiado por pelo Partido Agrário Laborista, Partido Socialista Popular e pelo Partido Feminino do Chile, o que lhe garantiu apoio das mulheres que votavam pela primeira vez no país sul-americano, também teve apoio de grande parte do operariado das maiores cidades do país e de camponeses humildes do interior. Durante seu último mandato manteve uma relação de grande aproximação com Juan Domingo Peron, presidente argentino. 
Teve um governo marcado por grande interferência na economia chilena, criou diversas empresas estatais que acabaram sem sucesso, o que fez com que seu governo perdesse apoio. 
Retirou-se da vida pública após o termo de seu último mandato em 1958. 
Faleceu em 28 de abril de 1960 devido a um câncer estomacal na cidade de Santiago, capital do país, com 82 anos de idade.